# Karl Deichen
Karl „Charly“ Deichen (* 20. April 1914 in Berlin; † 27. Februar 1969 in Lüneburg) war ein Brigadegeneral des Heeres der Bundeswehr.

## Leben
Deichen wurde als Sohn des Hoteliers Paul Deichen geboren, war von 1930 bis 1933 Volontär unter anderem im Hotel Bristol in Berlin und im Hotel Astoria in Leipzig. 1933 und 1934 besuchte er die Höhere Hotelfachschule Heidelberg mit Abschluss und absolvierte anschließend von April bis Oktober 1934 den Reichsarbeitsdienst. Danach war er von November 1934 bis Oktober 1936 Hotelkaufmann im Hotel Sanssouci seines Vaters in der Linkstraße 39 unweit des Potsdamer Platzes in Berlin.
Am 15. Oktober 1936 trat Deichen, zunächst als Reserveoffizieranwärter, beim Kradschützen-Bataillon 3 (später umgegliedert zur Kradschützen-Abteilung 3) der 3. Panzer-Division in Bad Freienwalde in die Wehrmacht ein. Dort war er Zugführer, Kompaniechef der 2. Kompanie und Abteilungskommandeur mit Einsätzen in Polen, Frankreich und er Sowjetunion. Am 1. Januar 1939 wurde er zum Leutnant der Reserve ernannt. Beim Unternehmen Zitadelle griff er als Hauptmann der Reserve auf eigenen Entschluss in die Flanke einer angreifenden Formation der Roten Armee an, wodurch er die Bedrohung des rückwärtigen Raum der 4. Panzerarmee verhindern konnte und dafür am 10. September 1943 mit dem Ritterkreuz des Eisernen Kreuzes (2097. Verleihung) ausgezeichnet wurde. Am 1. Dezember 1943 erfolgte die Ernennung zum Major. Im September 1944 wechselte er von der Kradschützen-Abteilung 3 als Lehrgruppen-Kommandeur im Lehrgang für Abteilungsführer zur Panzertruppenschule Bergen. Zum Ende des Zweiten Weltkrieges war er im April und Mai 1945 Kommandeur des Panzerjagdverbandes „Kurfürst“ in Westdeutschland und verbrachte die Zeit vom Mai bis Oktober 1945 in britischer Kriegsgefangenschaft.
Von November 1945 bis September 1946 war Deichen kaufmännischer Angestellter bei Alb. Schwager in Bochum, von Dezember 1946 bis Juli 1947 Manager bei Pegasus in Neheim-Hüsten, von August 1948 bis März 1949 kaufmännischer Angestellter bei Jaensch & Co. in Goslar, von Mai 1949 bis Februar 1953 Geschäftsführer des Studentenverbandes Deutscher Ingenieurschulen in Wuppertal und von März 1953 bis Dezember 1955 kaufmännischer Angestellter bei den Vereinigten Glanzstoff-Fabriken AG in Wuppertal-Elberfeld.
Deichen trat am 1. Januar 1956 als Oberstleutnant in die Bundeswehr ein und war zunächst Taktiklehrer an der Panzeraufklärungsschule in Bremen. Von März 1959 bis Dezember 1961 war er im Folgenden Bataillonskommandeur des Panzerbataillons 333 in Lingen/Ems und anschließend Leiter des Spezialstabs Auswertung, Truppenversuche und Vorschriften an der Kampftruppenschule II in Munster. Danach war er ab September 1964 Brigadekommandeur der Panzerbrigade 8 in Lüneburg, bevor er im Dezember 1966 Brigadekommandeur der Panzerlehrbrigade 9 in Munster wurde. Am 21. September 1969 wurde er zum Brigadegeneral ernannt und im Oktober 1968 Kommandeur der Kampftruppenschule II in Munster. Auf diesen Dienstposten verstarb er nach Erkrankung 54-jährig in einer Klinik und wurde auf dem Waldfriedhof Lüneburg beigesetzt.

## Auszeichnungen
- Deutsches Kreuz in Gold (1943)
- Ritterkreuz des Eisernen Kreuzes (1943)
- Verwundetenabzeichen in Silber (1944)